# Comté de Stockholm
Le comté de Stockholm (Stockholms län en suédois) est un comté suédois situé au bord de la mer Baltique. Il est voisin des comtés d’Uppsala, de Södermanland et du lac Mälar. La capitale du comté, Stockholm, est également la capitale de la Suède.

## Province historique
Le territoire du comté correspond aux anciennes provinces historiques de la Sudermanie et de l'Uppland.

## Géographie
Le comté comprend des parties des provinces d'Uppland et de Södermanland. La plus haute éminence naturelle, culminant à 111 mètres d'altitude, est le Tornberget (sv), situé dans la réserve naturelle du Tornberget (sv).
Le comté borde les comtés de Södermanland et d'Uppsala. Le comté de Stockholm partage également une frontière terrestre extrêmement courte avec la Finlande, dans l'île de Märket.
En 2023, il y avait deux parcs nationaux dans le comté de Stockholm : le parc national de Tyresta et le parc national d'Ängsö.
Le premier a été créé en 1993 et comprend un total de 1 962 hectares de forêts de conifères, de lacs et de zones humides.
Le parc national d'Ängsö, est le plus ancien. Il a été fondé en 1909 et se compose de 190 hectares d'archipel, de prairies et de forêt mixte. Le parc national se compose d'une île plate et n'est accessible que par bateau.

## Administration
Jusque 1968, le comté de Stockholm n’incluait pas la ville de Stockholm, qui restait sous l’autorité du préfet de la capitale.
Les principales missions du conseil d’administration du comté (Länsstyrelse), dirigé par le préfet du comté, sont de satisfaire aux grandes orientations fournies par le Riksdag et le gouvernement, de promouvoir le développement du comté et de fixer des objectifs régionaux.

## Communes
Le comté de Stockholm est subdivisé en 26 communes (Kommuner) :
| Commune | Carte |
| --- | ----- |
| - Botkyrka - Danderyd - Ekerö - Haninge - Huddinge - Järfälla - Lidingö - Nacka - Norrtälje - Nykvarn - Nynäshamn - Österåker - Salem - Sigtuna - Södertälje - Sollentuna - Solna - Stockholm - Sundbyberg - Tyresö - Täby - Upplands Bro - Upplands Väsby - Vallentuna - Vaxholm - Värmdö |       |

## Villes et localités principales
| Nr | Agglomération                 | Habitants (31 décembre 2020) |
| -- | ----------------------------- | ---------------------------- |
| 1  | Stockholm                     | 1 617 407                    |
| 2  | Upplands Väsby och Sollentuna | 149 701                      |
| 3  | Södertälje                    | 76 320                       |
| 4  | Tumba                         | 46 014                       |
| 5  | Lidingö                       | 44 091                       |
| 6  | Åkersberga                    | 35 747                       |
| 7  | Vallentuna                    | 33 336                       |
| 8  | Märsta                        | 29 815                       |
| 9  | Gustavsberg                   | 24 341                       |
| 10 | Norrtälje                     | 22 018                       |

## Héraldique
Les armoiries du comté furent officiellement reconnues en 1968. Elles combinent les armoiries des provinces historiques de Södermanland et d'Uppland et celles de la ville de Stockholm. Lorsqu’une couronne royale y est ajoutée, les armoiries symbolisent le conseil d’administration du comté.

## Population
| 1800    | 1810    | 1820    | 1830    | 1840    | 1850    |
| ------- | ------- | ------- | ------- | ------- | ------- |
| 171 797 | 162 162 | 173 272 | 184 711 | 194 440 | 207 713 |

| 1860    | 1870    | 1880    | 1890    | 1900    | 1910    |
| ------- | ------- | ------- | ------- | ------- | ------- |
| 234 128 | 267 260 | 315 796 | 399 169 | 473 476 | 571 504 |

| 1920    | 1930    | 1940    | 1950      | 1960      | 1970      |
| ------- | ------- | ------- | --------- | --------- | --------- |
| 662 634 | 767 292 | 878 163 | 1 101 017 | 1 271 014 | 1 477 234 |

| 1980      | 1990      | 2000      | 2010      | 2020      | - |
| --------- | --------- | --------- | --------- | --------- | - |
| 1 528 200 | 1 641 669 | 1 823 211 | 2 054 343 | 2 391 990 | - |

| Histogramme de l'évolution démographique |           |
| \| 1800 \| 171 797 \| \| 1810 \| 162 162 \| \| 1820 \| 173 272 \| \| 1830 \| 184 711 \| \| 1840 \| 194 440 \| \| 1850 \| 207 713 \| \| 1860 \| 234 128 \| \| 1870 \| 267 260 \| \| 1880 \| 315 796 \| \| 1890 \| 399 169 \| \| 1900 \| 473 476 \| \| 1910 \| 571 504 \| \| 1920 \| 662 634 \| \| 1930 \| 767 292 \| \| 1940 \| 878 163 \| \| 1950 \| 1 101 017 \| \| 1960 \| 1 271 014 \| \| 1970 \| 1 477 234 \| \| 1980 \| 1 528 200 \| \| 1990 \| 1 641 669 \| \| 2000 \| 1 823 211 \| \| 2010 \| 2 054 343 \| \| 2020 \| 2 391 990 \| |           |
| 1800 | 171 797   |
| 1810 | 162 162   |
| 1820 | 173 272   |
| 1830 | 184 711   |
| 1840 | 194 440   |
| 1850 | 207 713   |
| 1860 | 234 128   |
| 1870 | 267 260   |
| 1880 | 315 796   |
| 1890 | 399 169   |
| 1900 | 473 476   |
| 1910 | 571 504   |
| 1920 | 662 634   |
| 1930 | 767 292   |
| 1940 | 878 163   |
| 1950 | 1 101 017 |
| 1960 | 1 271 014 |
| 1970 | 1 477 234 |
| 1980 | 1 528 200 |
| 1990 | 1 641 669 |
| 2000 | 1 823 211 |
| 2010 | 2 054 343 |
| 2020 | 2 391 990 |

## Transports
Le trafic routier du Grand Stockholm est le plus important de Suède et l'Essingeleden est la voie d'accès la plus fréquentée  En 2007, la municipalité de Stockholm, première ville de Suède, a introduit une taxe permanente sur la congestion dans le centre-ville.
La région de Stockholm est responsable des transports publics dans le comté de Stockholm. Le transport terrestre est commercialisé par Storstockholms Lokaltrafik (SL) et le transport maritime, lui, est commercialisé sous le nom de Waxholmsbolaget. Le transport est effectué par des entreprises.
Les transports publics terrestres sont assurés en partie par des transport par bus et en partie par les trains de banlieue de Stockholm. Au transport régional s'ajoutent des trains longue distance et régionaux, principalement par Statens Järnvägar (SJ), mais aussi, par exemple, l'Arlanda Express et des lignes de bus privées.